# داليبور ستيفانوفيتش
داليبور ستيفانوفيتش (بالإيطالية: Dalibor Stevanovič) (مواليد 27 سبتمبر 1984 في لوبلانا) لاعب كرة قدم سلوفيني يلعب حاليا لصالح نادي فيتيس الهولندي .

## روابط خارجية
- داليبور ستيفانوفيتش على موقع الاتحاد الدولي (مؤرشف)  (الإنجليزية)
- داليبور ستيفانوفيتش على موقع اتحاد أوكرانيا (الإنجليزية)
- داليبور ستيفانوفيتش على موقع قاعدة بيانات كرة القدم.إي يو (الإنجليزية)
- داليبور ستيفانوفيتش على موقع ناشيونال فوتبول تيمز (الإنجليزية)
- داليبور ستيفانوفيتش على موقع Soccerway.com (الإنجليزية)
- داليبور ستيفانوفيتش على موقع عالم كرة القدم.نت (الإنجليزية)
- داليبور ستيفانوفيتش على موقع كووورة